# Synovate
Synovate var et internationalt analyseinstitut, der havde hovedsæde i Singapore og var ejet af Aegis Group indtil det i 2011 blev solgt til Ipsos, hvorefter det endeligt blev lukket i 2012. 

## Historie
Virksomheden blev grundlagt i 1994 som AMI Consulting og omsætning|omsætter for ca. 560 mio. euro (2007) årligt. Synovate beskæftigede ca. 6.000 ansatte på verdensplan. 

### Synovate i Danmark
Gennem en fusion med Univero-gruppen, der ejede Vilstrup i Danmark, Norge og Sverige, kom Synovate i 2005 ind på det danske marked. Vilstrup blev grundlagt i 1963 af Kasper Vilstrup. 
Året efter fusionen med Synovate blev Vilstrup-navnet sløjfet. Den danske afdeling er beliggende på Frederiksborggade i København og beskæftiger ca. 16 ansatte. 